# 中村れい子
中村 れい子（なかむら れいこ、1960年〈昭和35年〉1月3日 -  ）は、日本の元女優。本名は中村 範子。
東京都品川区出身。東京都立南高等学校卒業、日本大学芸術学部演劇科出身。芸能活動時の所属事務所はサンミュージックプロダクション → スカイコーポレーション。

## 来歴・人物
きょうだいに姉がいる。1977年暮れに日本テレビの番組『歌まね合戦スターに挑戦!!』のアシスタント募集のオーディションで約300人の中から選ばれ、同番組にアシスタントとしてレギュラー出演。
大学在学中の1978年に、映画『博多っ子純情』のオーディションに合格し立花 美英の芸名で芸能界デビュー。
中村れい子としては、神代辰巳監督『嗚呼!おんなたち 猥歌』や曽根中生監督『悪魔の部屋』などセクシーな役柄を多く演じ、若松孝二監督の『水のないプール』など、アート性のある映画でも活躍した。
1994年にヌード写真集「a stray beauty -ストレイ・ビューティ-」を発表。
1996年にドラマ『名探偵キャサリン』（TBS）に出演したのを最後に、現在に至るまで目立った活動は見られない。

## 出演

### 映画
- 博多っ子純情（1978年12月2日、松竹） - 重富青葉 役　※立花美英名義
- 嗚呼!おんなたち 猥歌（1981年10月23日、にっかつ） - 羊子 役
- 水のないプール（1982年1月23日、東映セントラルフィルム） - ねりか 役
- 悪魔の部屋（1982年4月23日、にっかつ） - 主演・伏島世志子 役
- 幻の湖（1982年9月11日、東宝） - お市の方の侍女 役
- ズームアップ 卒業写真（1983年3月25日、にっかつ） - 主演・陽子 役
- セカンド・ラブ（1983年、東映） - 展子 役
- 十階のモスキート（1983年7月2日、ATG） - KEIKO 役
- 北の螢（1984年9月1日、東映） - 浜菊 役
- 友よ、静かに瞑れ（1985年6月15日、東映セントラルフィルム） - 今村静子 役
- スタア（1986年3月21日、ヘラルド・エース） - 美知代 役
- 竜馬を斬った男（1987年10月17日、松竹富士） - ぬい 役
- 独身アパートどくだみ荘（1988年12月24日、松竹富士） - ゆかり 役
- パンツの穴 本牧ベイでクソくらえ（1990年3月24日、バンダイ） - 葉子 役
- BAD GUY BEACH（1995年10月27日、アルゴ・ピクチャーズ） - ヨーコ 役 ※友情出演

### オリジナルビデオ
- LSD -ラッキースカイダイアモンド-（1990年、ジャパンホームビデオ） - 桜子 役
- 童貞物語5 Only Youと呼ばれたい（1990年2月23日、バンダイ）
- ドロップ・アウト しなやかな女豹（1992年2月21日、松竹ホームビデオ）
- 軽井沢シンドローム（1985年 OVAの実写パート） - 薫 役

### テレビドラマ
- 熱中時代 第1シリーズ 第1話 （1978年、日本テレビ）※立花美英名義
- 宇宙の勇者 スターウルフ （1978年、よみうりテレビ、日本テレビ系）※立花美英名義[3]
- 新幹線公安官 （1978年、テレビ朝日）※立花美英名義[3]
- 怒れ兄弟! 第1話 （1979年、日本テレビ）※立花美英名義
- 太陽にほえろ! 第415話「ドクター刑事登場!」（1980年、日本テレビ） - 野々宮悠子 役 ※日立絵里子名義
- 立花登 青春手控え（1982年、NHK）
- ザ・サスペンス「肉体の処刑」（1982年8月7日、TBS／KANOX）
- 木曜ゴールデンドラマ「夜の恐怖病棟」（1982年9月2日、読売テレビ）
- フジ三太郎（1982年、テレビ朝日） - よね 役
- 暴れん坊将軍II 第6話「絵文字が告げた吉宗暗殺」（1983年、テレビ朝日／東映） - 大庭早苗 役
- 望郷・美しき妻の別れ（1983年、フジテレビ）
- 土曜ワイド劇場（テレビ朝日）
  - 「火の坂道」（1983年7月30日）
  - 「女優殺し」（1983年11月26日）
- 神戸っ子純情（1983年10月22日、MBS）
- うちの子にかぎって…（1984年、TBS） - 中野先生 役
- 特捜最前線 第393話「オレンジ色の傘の女!」（1984年、テレビ朝日）
- 白夜　第1話（1984年、NHK）
- 昭和59年度文化庁芸術祭参加ドラマ「明治撃剣会」（1984年11月9日、朝日放送）
- ママたちが戦争を始めた!（1985年、日本テレビ） - 菅沼久美 役
- 新鋭ドラマシリーズ「おもちゃのチンピラ」（1985年3月17日、TBS）
- 子供が見てるでしょ!（1985年、TBS） - 樋川桂 役
- 私鉄沿線97分署 第70話「ご近所アンタッチャブル!」（1986年、テレビ朝日／国際放映）
- 火曜サスペンス劇場「穴」（1986年、日本テレビ）
- 新・熱中時代宣言（1986年、日本テレビ） - 雨傘静 役
- わたしの可愛いひと（1986年、フジテレビ） - 栗山和江 役
- パパはニュースキャスター 第4話「おかしなおかしなお手伝いさん」（1987年1月30日、TBS） - 佐藤ひとみ 役
- こんな学園みたことない!（1987年、読売テレビ） - 瀬下克代 役
- ハングマンGOGO 第1話「名門高校の校長がヤッちゃん!」（1987年、朝日放送） - 伊藤陽子 役
- 火曜スーパーワイド（朝日放送）
  - 「夏が来れば思い出す」（1988年）
  - 「なんでも屋繁盛記」（1989年11月14日）
- ザ・ドラマチックナイト「艶歌・旅の終りに」（1988年、フジテレビ）
- 水戸黄門 第18部 第1話～第5話、第9話～第10話、第12話、第15話～第17話（1988年、TBS／C.A.L） - 緋竜 役
- こまらせないで! 第5話「お注射に来ました・バレちゃった！白衣の天使の素顔」（1989年2月8日、フジテレビ） - 涼子 役
- ゴリラ・警視庁捜査第8班 第15話「裏切りの報酬」（1989年8月6日、テレビ朝日）
- ドラマ23「クロワッサン症候群」（1989年、TBS）
- 水曜ドラマ「男たちの運動会」（1989年、NHK）
- 世界で一番君が好き!（1990年、フジテレビ） - ミユキ 役
- ドラマチック22（TBS）
  - 「僕はムコ養子」（1990年7月21日）
  - 「ダンナ様は18歳」（1990年8月4日）
  - 「姉貴の恋人」（1990年11月10日）
- 悪いこと 第8回「歯医者」（1992年6月11日、フジテレビ） - 主演
- ネオドラマ「夏の夜の留守番」（1992年8月、テレビ朝日）
- 世にも奇妙な物語 冬の特別編「妄想特急」（1992年12月30日、フジテレビ）
- 月曜ドラマスペシャル「名探偵キャサリン ヘアデザイナー殺人事件」（1996年4月22日、TBS）

### ビデオ作品
- 愛のさざなみ（1983年、制作：フルハウス） ※監督：藤田敏八

### バラエティ
- 歌まね合戦スターに挑戦!! （日本テレビ）- アシスタント[3]
- タモリ倶楽部（テレビ朝日、1983年 - 1984年）[注 1]
- 一枚の写真（フジテレビ）
- ラスタとんねるず'94（1994年5月26日・6月2日、フジテレビ）[注 2]

### CM
- 日清食品「めんコクわかめ」（1984年） - 森田健作と共演（※ボクシング編と銭湯編は高品格も出演）
- ワーナー・ランバード「シュガーレスガム ウインズ」（1990年）

## 作品

### 写真集
- 平凡パンチ・藤田敏八特別編集「中村れい子写真集」（1983年7月15日発売、平凡出版、撮影:川人忠幸）
- GORO特別編集「激写文庫2 山口百恵の時代から」（1986年2月1日、小学館、撮影:篠山紀信）
- スコラ「スコラスペシャル7 中村れい子」（1986年5月20日発売、講談社・スコラ、撮影:山内順仁）
- 中村れい子写真集「a stray beauty」（1994年1月31日発売、竹書房、撮影:野村誠一）